# Luca de Santis
Luca de Santise (ur. 1978 w Campobasso) – włoski dramaturg, autor słuchowisk, scenarzysta komiksowy i telewizyjny.
Współpracował ze stacjami MTV Italia, Comedy Central, Endemol. Album według jego scenariusza We Włoszech wszyscy są mężczyznami narysowany przez Sarę Colaone w 2009 roku na międzynarodowym festiwalu komiksów Napoli Comicon został uznany za Najlepszy Komiks Roku. 